# Concelhos locais de Malta
Malta está subdividida desde 1993 em 68 concelhos locais ou localidades (em maltês: Il-Kunsilli Lokali, que significa "municípios"). Esta é a forma mais básica de divisão administrativa, não existindo níveis intermédios entre o nível nacional e os concelhos locais. A seguinte lista está dividida por ilhas:

## Ilha de Malta
- Attard
- Balzan
- Birgu (Vittoriosa)
- Birkirkara
- Birżebbuġa
- Bormla (Cospicua)
- Dingli
- Fgura
- Floriana
- Għargħur
- Għaxaq
- Gudja
- Gżira
- Ħamrun
- Iklin
- Senglea (Città Invicta)
- Kalkara
- Kirkop
- Lija
- Luqa
- Marsa
- Marsaskala (Wied il-Għajn)
- Marsaxlokk
- Mdina (Città Notabile)
- Mellieħa
- Mġarr
- Mosta
- Mqabba
- Msida
- Mtarfa
- Naxxar
- Paola (Raħal Ġdid)
- Pembroke
- Pietà
- Qormi (Città Pinto)
- Qrendi
- Rabat
- Safi
- San Ġiljan (St. Julian's)
- San Ġwann
- San Pawl il-Baħar (St. Paul's Bay)
- Santa Luċija
- Santa Venera
- Siġġiewi (Città Ferdinand)
- Sliema
- Swieqi
- Tarxien
- Ta' Xbiex
- Valeta
- Xgħajra
- Żabbar (Città Hompesch)
- Żebbuġ (Città Rohan)
- Żejtun (Città Beland)
- Żurrieq

## Ilha de Gozo

Concelhos de Malta

- Fontana
- Għajnsielem
- Għarb
- Għasri
- Kerċem
- Munxar
- Nadur
- Qala
- Victoria (Rabat)
- San Lawrenz
- Sannat
- Xagħra
- Xewkija
- Żebbuġ